# Crying in the Rain
«Crying in the Rain» (в переводе с англ. — «Пла́чу под дождём») — сингл группы The Everly Brothers, выпущенный в 1962 году. Авторы песни — Говард Гринфилд и Кэрол Кинг.
Песня «Crying in the Rain» впоследствии была переисполнена другими исполнителями, в том числе Тэмми Винет, Артом Гарфанкелом, Доном Уильямсом, Кристал Гейл, Тэмми Уайнетт, группами a-ha, Gregorian, Slade, Bolland & Bolland, Bill Wyman's Rhythm Kings, Barbados, Dolly Roll. В 2012 году Карел Готт исполнил версию на чешском языке «Sochy v dešti», в составе альбома Dotek lásky.

## Композиции
1. «Crying in the Rain» — 1:59
2. «I’m Not Angry» — 1:58

## Позиции в чартах
| Чарт (1962)           | ЛП |
| --------------------- | -- |
| Британский сингл-чарт | 6  |
| Нидерландский топ-40  | 9  |
| Billboard Hot 100     | 6  |
| Чарт (1966)           | ЛП |
| Норвежский сингл-чарт | 8  |

## Версия a-ha
«Crying in the Rain» — первый сингл из альбома East of the Sun, West of the Moon группы a-ha, кавер-версия одноимённой песни The Everly Brothers. Релиз состоялся 1 октября 1990 года.

### Композиции
1. «Crying in the Rain» — 4:25
2. «(Seemingly) Non-stop July» — 2:54

### Позиции в чартах
| Чарт                             | ЛП |
| -------------------------------- | -- |
| Австрийский сингл-чарт           | 17 |
| Британский сингл-чарт            | 13 |
| Германский сингл-чарт            | 6  |
| Ирландский сингл-чарт            | 8  |
| Итальянский сингл-чарт           | 14 |
| Канадский сингл-чарт журнала RPM | 34 |
| Нидерландский сингл-чарт GfK     | 10 |
| Нидерландский топ-40             | 11 |
| Норвежский сингл-чарт            | 1  |
| Польский сингл-чарт              | 2  |
| Billboard Adult Contemporary     | 26 |
| Французский сингл-чарт           | 11 |
| Швейцарский сингл-чарт           | 21 |
| Японский сингл-чарт              | 1  |